# Eumastacidae
Eumastacidae är en familj av insekter. Eumastacidae ingår i överfamiljen Eumastacoidea, ordningen hopprätvingar, klassen egentliga insekter, fylumet leddjur och riket djur. Enligt Catalogue of Life omfattar familjen Eumastacidae 225 arter. 

## Bildgalleri

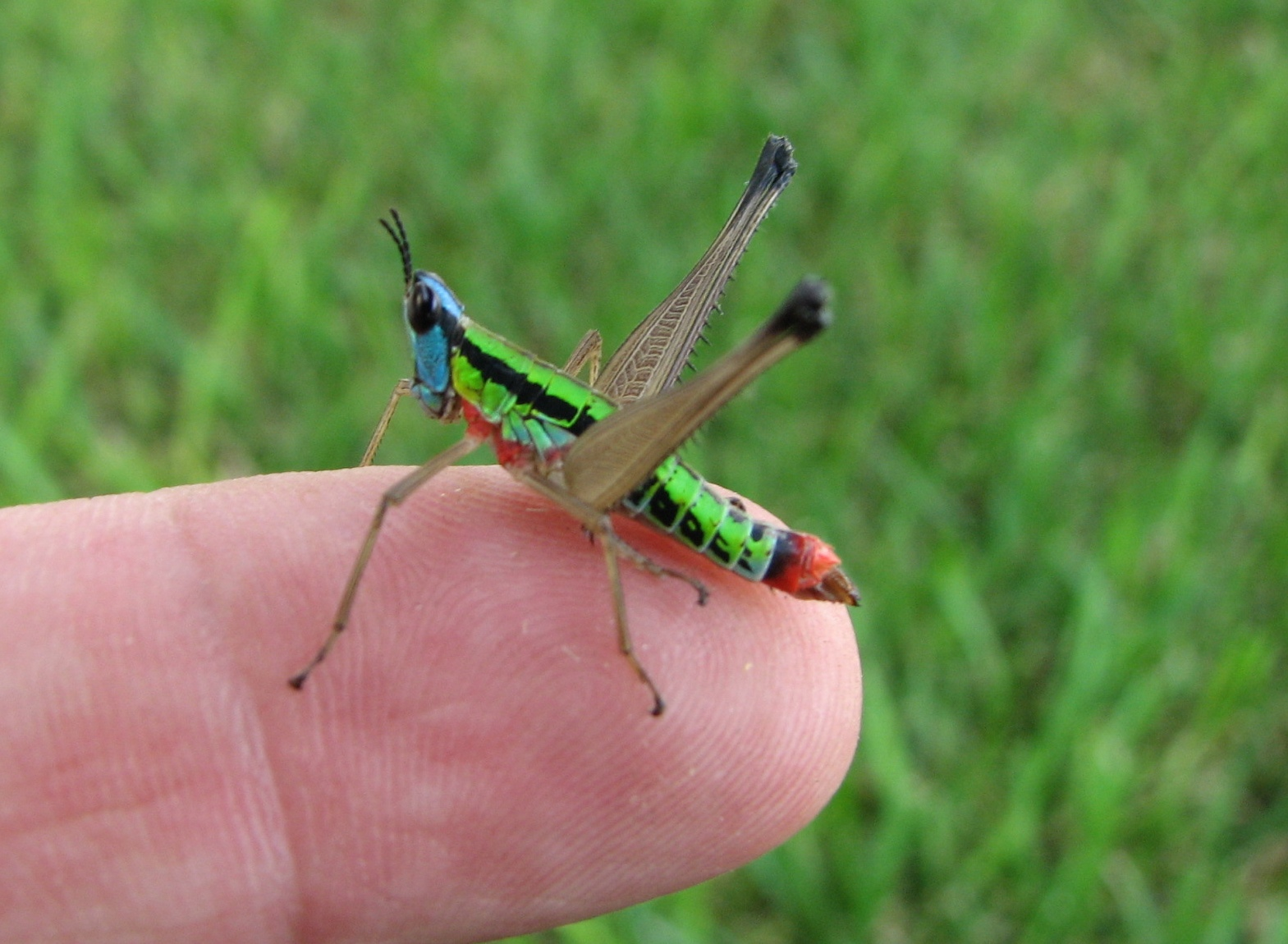
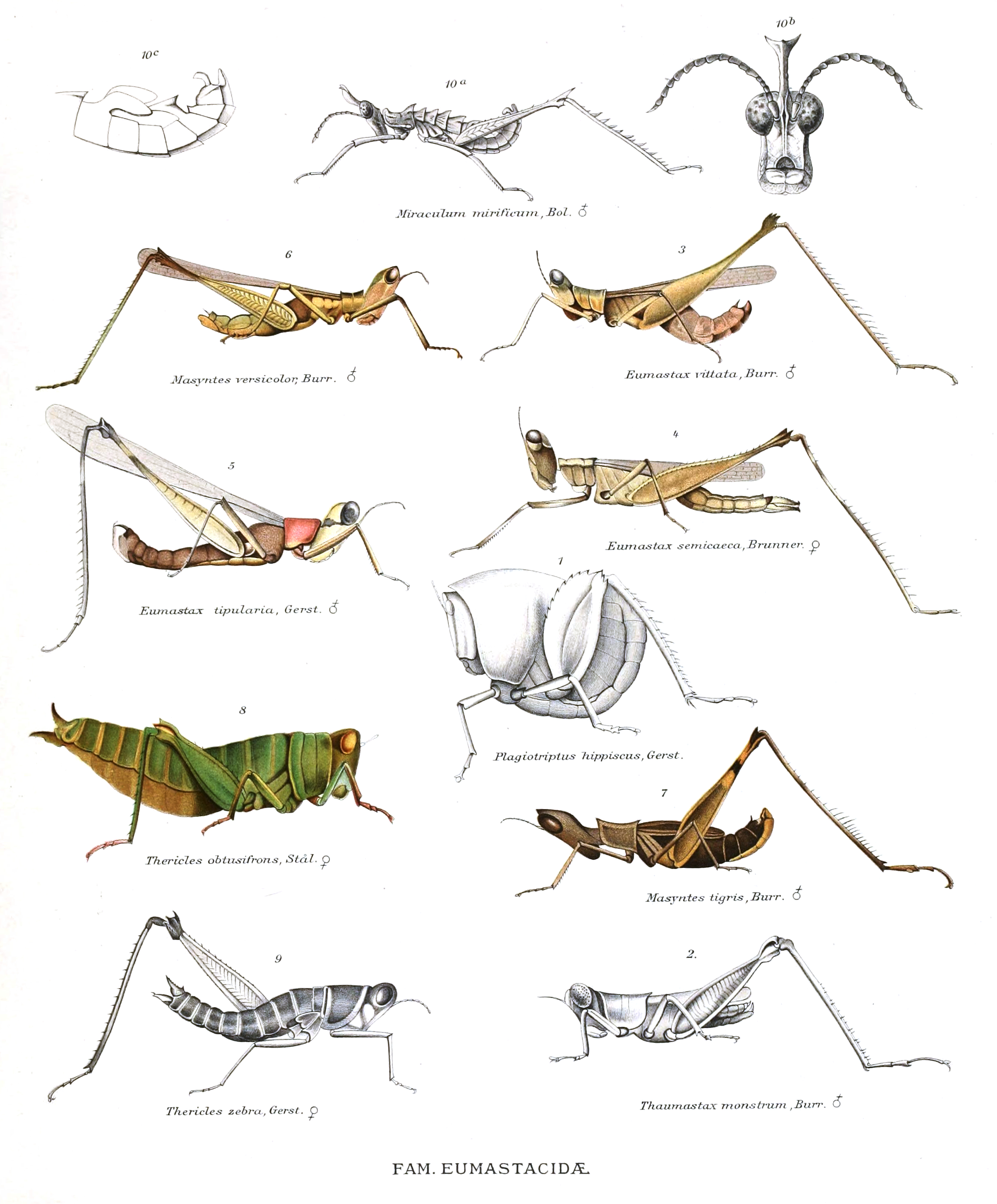
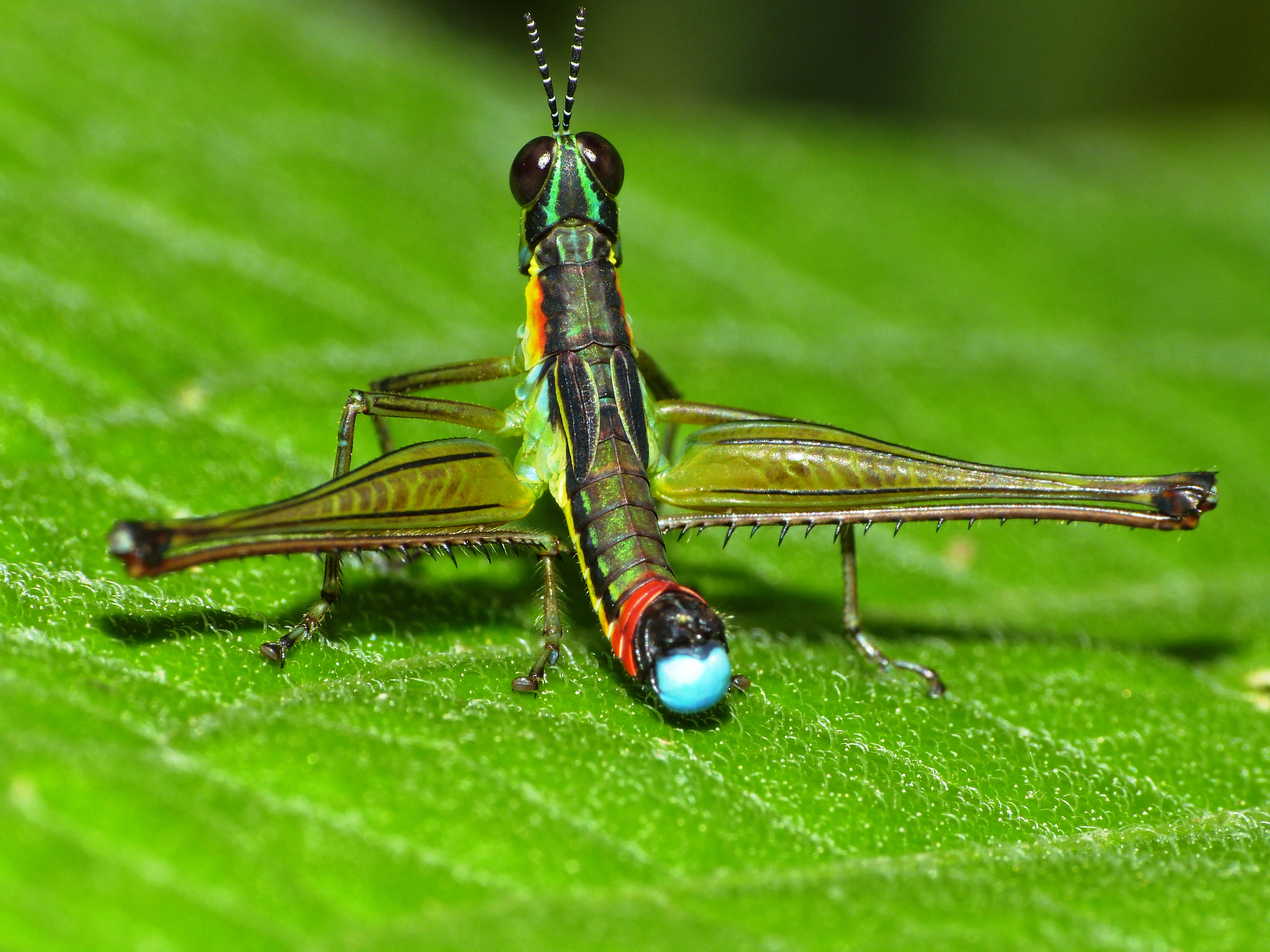

## Dottertaxa till Eumastacidae, i alfabetisk ordning[1]
- Acutacris
- Afghanomastax
- Andeomastax
- Angulomastax
- Araguamastax
- Arawakella
- Bahiamastax
- Beomastax
- Brachymastax
- Caenomastax
- Chapadamastax
- Clinomastax
- Daguerreacris
- Erythromastax
- Eumastacops
- Eumastax
- Eumorsea
- Eutemnomastax
- Gomphomastax
- Gyabus
- Helicomastax
- Homeomastax
- Hysteromastax
- Maripa
- Masyntes
- Morsea
- Myrmeleomastax
- Nepalomastax
- Oreomastax
- Paedomastax
- Paramastax
- Parepisactus
- Pareumastacops
- Pentaspinula
- Phryganomastax
- Phytomastax
- Pseudeumastacops
- Pseudomastax
- Pseudosavalania
- Psychomastax
- Ptygomastax
- Santanderia
- Sciaphilomastax
- Sinomastax
- Tachiramastax
- Temnomastax
- Zeromastax